# Vallbona de les Monges
Vallbona de les Monges là một đô thị trong tỉnh Lérida, cộng đồng tự trị quần đảo Canary Tây Ban Nha. Đô thị Vallbona de les Monges có diện tích là 34,1 ki-lô-mét vuông, dân số năm 2009 là 251 người với mật độ 7,56 người/km². Đô thị Vallbona de les Monges có cự ly km so với tỉnh lỵ Lérida.